# Acme
|  | Per a altres significats, vegeu «Acme (desambiguació)». |

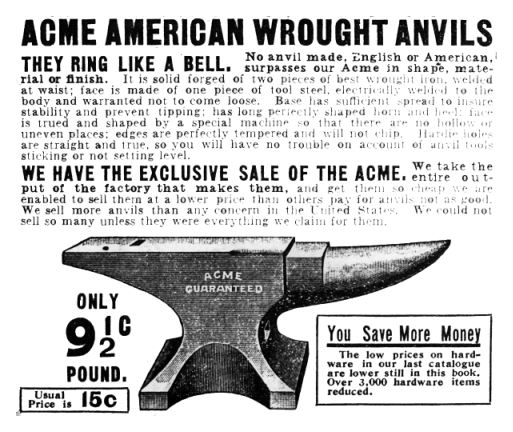
Publicitat d'una empresa real anomenada ACME, que venia encluses.

Acme Corporation és una empresa fictícia que apareixeia als curtmetratges animats de Warner Brothers Looney Tunes, especialment els protagonitzats per Wile E. Coyote i el Correcamins, on els productes Acme eren un gag recurrent. Es tractava d'artefactes exageradament perillosos i poc reals, que fallaven catastròficament de les pitjors maneres.
La primera aparició de la corporació Acme va ser en un curtmetratge dels Looney Tunes dels anys 30, protagonitzat per Buddy, anomenat Buddy's Bug Hunt. També va aparèixer en el curt del personatge Elmer Fudd anomenat Count Me Out, en el qual Elmer compra un equip de productes d'Acme.
La companyia no es defineix clarament, però aparenta ser un conglomerat que produeix tots els productes imaginables, sense importar-ne l'elaboració ni l'extravagància. Un exemple és la Goma d'Esborrar Gegant d'Acme, que serveix per "atrapar animals que corren per carreteres", i que apareix en el programa d'El Coiot i el Correcamins.
El nom de la companyia és irònic, ja que la paraula acme deriva del grec (ακμή), que significa "l'apogeu" o "el punt més alt al qual es pot arribar". En general, els productes de l'empresa fictícia Acme són de mala qualitat i tendeixen a fallar, encara que aquests problemes són atribuïts al mal ús del comprador.

## Inspiració
Fa aproximadament 80 anys, quan els directoris telefònics (com les pàgines grogues) van començar a ser populars, els propietaris dels negocis van voler situar-se entre els primers dels llistat, per la qual cosa van aparèixer molts negocis amb noms començats amb la lletra "A" com per exemple "Ace" o "Acme", que a banda d'eixir al començament dels llistats, evocaven grandesa. La broma va arribar als dibuixos dels Warner Bros. el 1949, quan va fer la seua primera aparició com a gag conscient en un curtmetratge del Correcamins.
Com que els productes ficticis d'Acme són, en general, encarregats per correu, parodien la famosa companyia Sears dels Estats Units, que ven productes per catàleg. Fins i tot, els seus catàlegs van presentar alguns productes amb la marca "Acme", entre ells barres d'acer cisellades, que són usats amb freqüència als dibuixos de la Warner Bros..
A la xarxa poden trobar-se altres teories sobre el significat exacte d'Acme: 'American Company that Makes Everything' o 'A Company that Makes Everything' i altres versions

## Aparicions en dibuixos

### Dibuixos dels Warner Brothers
En les sèries animades, Wile E. Coyote sovint comprava productes per correu (en alguns casos, es pot veure al Coiot rebent els seus paquets segons després d'haver-los encarregat). El seu arsenal de productes Acme inclou armes, coets, ressorts, imants gegants, llavors d'acer per a ocells, i altres productes que li permetessin atrapar el lliscadís Correcamins. Els productes solien fallar de formes còmiques; fins i tot, en una revista fictícia es va fer una "nota" en la qual s'explicava la història d'un advocat que havia demandat Acme per la baixa qualitat dels seus productes, ja que el Coiot sofria freqüents lesions per aquesta causa. Tanmateix, és necessari aclarir que alguns productes Acme sí que funcionen bé, com per exemple els coets, els Patins Veloços, les pastilles per a fabricar Tornados, i les Vitamines per fer créixer les cames. En general, els productes Acme fallaven per la incompetència dels personatges com Wile E. Coyote o El gat Silvestre, però funcionaven quan eren utilitzats per éssers més intel·ligents, com Bugs Bunny.
El protagonista sense nom del clàssic One Froggy Evening va començar treballant, en l'episodi, per a l'Empresa de Construcció i Demolició Acme. Després, es pot veure que la companyia continua funcionant en el futur, apareixent el 2056 com l'Empresa Desintegradora Acme.
La sèrie Les aventures dels Tiny Toons va expandir la influència d'Acme, ja que la ciutat en la qual es duia a terme el programa es deia "Acme Acres". Els protagonistes joves del programa, a més, estudiaven en la "Looniversitat Acme. " El Petit Coiot sovint comprava productes de la companyia fictícia Acme per atrapar el Petit Correcamins. En un episodi, la companyia revela el seu eslògan: "Durant cinquanta anys, els líders en el caos creatiu".
A la sèrie Pinky and the Brain, el duo viu al "Laboratori Acme. "
A Animaniacs, molts episodis es duen a terme a les Cascades Acme.
En un episodi d'Animaniacs, Albert Einstein tenia problemes amb la seva equació E = mc², i Yakko, Wakko i Dot el van ajudar escrivint la paraula "Acme" a l'inrevés (Wakko va escriure la "A" d'"Acme" d'una altra manera, de manera que semblés un "2") i Einstein va procedir a incloure un "=" entre la "m" i la "E" acabant amb "E = mc²".
La pel·lícula de 2003 Looney Tunes: De nou en acció va mostrar els amos de l'empresa Acme, que resulta ser una corporació multinacional els executius de la qual són liderats per un dolent a l'estil dels dolents de James Bond, anomenat "Sr. Chairman", que és el principal antagonista de la pel·lícula. A la pel·lícula, Acme és similar a la companyia Virtucon de les pel·lícules d'Austin Powers (a més, el Sr. Chairman se sembla molt físicament a Austin Powers).
En la sèrie Loonatics Unleashed, la ciutat es crida Acmetropolis.

### Altres produccions
La pel·lícula de 1988 Qui ha enredat en Roger Rabbit? va tractar d'explicar el treball d'Acme en gran detall. L'argument de la pel·lícula se centra en l'assassinat de Marvin K. Acme, el multimilionari fundador de la Corporació Acme. Moltes de les escenes de la pel·lícula mostren productes Acme, i la principal escena es du a terme a la fàbrica d'Acme.
Acme també va ser esmentada dues vegades en el programa Class of 3000:
En l'episodi "Westley Side Story", Eddie li dona $ 100 a un coiot, perquè es pugui comprar els Patins Veloços Acme.
La Corporació Acme li dona tomàquets a l'escola, com es veu en l'episodi "Am I Blue?".
Acme va ser usat incansablement per Gary Larson a la seva historieta The Far Side com una marca genèrica, utilitzada en tota mena de companyies i productes.
En l'episodi de Family Guy "Ptv", un gag mostra a Peter Griffin com l'amo d'una companyia de correus, visitada sovint per Wile E. Coyote. La mala sort del Coiot amb els productes Acme es veu reflectida quan intenta tornar una fona gegant que havia fallat.
Bullwinkle J. Moose es va disfressar en una ocasió d'un venedor de l'aspirador Acme, en un episodi de The Bullwinkle Show.
A la pel·lícula animada de la Warner Brothers Quest for Camelot, el dolent, Lord Ruber, usa una poció màgica per convertir els seus homes en armes humanes. El recipient en el qual es prepara la poció té gravada la paraula "Acme".
Acme va aparèixer en Els Simpson diverses vegades:
En l'episodi de 1997 titulat "Realty Bites", es mostren intents de Snake Jailbird per recuperar el seu automòbil, en poder d'Homer; un dels seus intents és estendre una corda de piano marca Acme al llarg de la carretera per decapitar Homer mentre condueix.
En l'episodi de l'any 2000 titulat "Last Tap Balli In Springfield", el cap Wiggum usa trampes per a rata marca Acme en el centre comercial.
En l'episodi titulat "The Day The Violence Died", Scratchy utilitza uns patins marca Acme.
A la pel·lícula animada de la sèrie South Park, South Park: Bigger, Longer & Uncut, les cadires elèctriques que són utilitzades per executar a Terrence i Phillip són enviades per correu en una caixa d'Acme.

## Altres aparicions
El logo d'Acme va aparèixer en El bo, el lleig i el dolent, estampat en caixes de pólvora negra a l'armeria que roba Tuco.
La Comprehensive Perl Archive Network té una marca "Acme", els productes de la qual són abstractes, inútils i humorístics, i serveixen per al llenguatge de programació Perl.
En parts de la pel·lícula d'Arnold Schwarzenegger Last Action Hero, es poden veure productes Acme.
Acme és la marca de gasolina a l'Estació de Servei de Wally en la sèrie de 1960 de la CBS The Andy Griffith Show.
Acme també apareix a la pel·lícula de Jim Carrey Ace Ventura: Pet Detective, quan el seu amic Woodstock busca informació a la seva computadora, i les paraules "Acme Databases Services" apareixen a la part superior de la pantalla.
Acme també va aparèixer en My Name is Earl en un episodi titulat "Creative Writing".
Acme és la marca dels sacs d'obra que formen la vela de l'edifici-vaixell a la pel·lícula El sentit de la vida dels britànics Monty Python.
Acme fa una aparició en la pel·lícula "Flaming Feather" del director Ray Enright (1952), traduït en català per la "Ploma de Foc", i en castellà per "El camino de la venganza", en el nom d'un edifici amb el cartell "Acme House"
A la pelicula "el Sise sentit" com a nom d'un Supermercat